# Bernadett Nagy
Bernadett Nagy (ur. 19 listopada 2000) – węgierska zapaśniczka startująca w stylu wolnym. Olimpijka z Paryża 2024, gdzie zajęła trzynaste miejsce w kategorii do 76 kg.
Brązowa medalistka mistrzostw Europy w 2022 i 2024. 
Mistrzyni Europy U-23 w 2022 i juniorów 2019. Trzecia na MŚ juniorów w 2019 i kadetów w 2017. Trzecia na ME kadetów w 2015 i 2017 roku.